# Mustafa Kocabey
Mustafa Kocabey (* 6. Oktober 1974 in Istanbul) ist ein türkischer Fußballspieler. Er war dreimaliger Torschützenkönig der TFF 1. Lig, die er in den Spielzeiten 1995/96, 1998/99 und 1999/2000. Obwohl er nur zwei Jahre für Galatasaray Istanbul aktiv war, wird er als Eigengewächs mit diesem Verein assoziiert. Positionsbedingt und wegen seiner spielerischen und physischen Ähnlichkeit mit dem damals sehr populären französischen Stürmerstar Jean-Pierre Papin wurde er von Anfang seiner Karriere her als Papin Mustafa bezeichnet. Mit seinen Zweitligatoren zählt er zu den erfolgreichsten Zweitligatorjägern im Allgemeinen und zu den Erfolgreichsten der Zweitligazeiten der 1990er und 2000er Jahren im Speziellen.

## Karriere

### Verein
Kocabey kam in der türkischen Metropole Istanbul als Sohn einer aus der zentralanolischen Stadt Sivas stammenden Familie auf die Welt. Hier begann er seine Vereinskarriere als Zehnjähriger beim Istanbuler Traditionsklub Galatasaray SK und wurde bereits früh als großes Nachwuchstalent gehandelt. Bei den Jugendnationalmannschaften und der Nachwuchsabteilung von Galatasaray bildete er mit seinen späteren Teamkameraden Okan Buruk und Cengizhan Hınçal, die es beide ebenfalls zu einer Profikarriere bringen sollten, ein erfolgreiches Gespann. 1990 wurde er für die türkischen Jugendnationalmannschaften entdeckt und zählte fortan zu deren ständigen Spielern. Mit der türkischen U-16-Nationalmannschaft nahm er am französischen St.-Briench-Turnier teil und wurde im Anschluss von der französischen Fußballzeitschrift eurofoot als großes Talent bezeichnet und zum hoffnungsvollsten Spieler des Turniers gekürt. Nachdem Kocabey mit der türkischen U-18-Nationalmannschaft die U-18-Fußball-Europameisterschaft 1992 gewinnen konnte und er als einer Leistungsträger an diesem Erfolg beteiligt war, rückte er umso mehr ins Visier der türkischen Sportpresse. Damit stieg auch die allgemeine Erwartungshaltung auf ihn.
Im Sommer 1992 hatte Galatasaray gerade mit Karl-Heinz Feldkamp einen neuen Trainer eingestellt und wollte mit diesem eine Revision im Kader durchführen. Feldkamp krempelte die Mannschaft um, sortierte viele gestandene Profis aus und ersetzte sie durch neue Spieler. Kocabey zählte zu den neuen Spielern, mit denen Feldkamp seine neue Mannschaft schuf. Nachdem Kocabey am vorsaisonlichen Vorbereitungscamp teilgenommen hatte, blieb er die ersten drei Spieltage ohne Einsatz. Feldkamp probierte andere Stürmer wie Tayfun Hut und Şevket Candar aus. Bei der Begegnung vom 4. Spieltag gegen Aydınspor wurde Kocabey von Feldkamp in der Startelf aufgestellt und gab mit diesem Begegnung sein Profidebüt. In dieser Begegnung gelang Kocabey auch das Tor zum 1:0-Sieg seiner Mannschaft. Nachdem Kocaybey im nächsten Spiel nur eingewechselt wurde spielte er bei der Begegnung vom 6. Spieltag gegen Bursaspor von Anfang an. In dieser Begegnung, in der Galatasaray zwei Mal in Rückstand geriet, gelang Kocabey ein Hattrick. Er erreichte zweimal den Ausgleich für seine Mannschaft und mit seinem dritten Tor der 4:2-Endstand. Nach diesem Spiel wurde Kocabey von Feldkamp als sein neuer Stürmer bezeichnet. Von der Fachpresse wurde seine Leistung als der von ihm erhofften Durchbruch gefeiert. Durch diese Leistung wurde er in die Elf des Spieltages gewählt. Er wurde mit seinem Sturmpartner Hakan Şükür, der ebenfalls zum Saisonstart neu in die Mannschaft gekommen war, als das beste türkische Sturmduo bezeichnet. Nach diesem Spiel blieb Mustafa für mehrere Spieltage fester Bestandteil der Mannschaft, konnte aber seine Leistung gegen Bursaspor nicht wiederholen. Er spielte keins der vier nachfolgenden Spiele über die volle Spiellänge. Erst in der UEFA-Pokal-Begegnung der 3. Runde vom 9. Dezember 1992 gegen den AS Rom spielte Kocabey wieder über die volle Distanz. In diese Begegnung erzielte er zwei der drei Treffer seines Teams und hatte damit großen Anteil am 3:2-Sieg seiner Mannschaft. Er wurde seitens der türkischen Fachpresse als Man of the Match gekürt und als neuer Metin Oktay bezeichnet, als der neue legendäre Torjäger Galatasarays. Nachdem er bis Ende Februar 1993 regelmäßig zum Einsatz kam und auch mehrere Tore erzielte, verlor er seinen Stammplatz und blieb lange Zeit ohne Spieleinsätz. In der Winterpause hatte sich Galatasaray mit dem Deutschen Stürmer Torsten Gütschow verstärkt, zudem erkämpfte sich Arif Erdem, den Feldkamp bereits abgeschrieben hatte, mehr Spieleinsätze, sodass beide Spiele Kocabey aus der Mannschaft verdrängten. Erst am letzten Spieltag der Saison kam Kocabey wieder zu einem Spieleinsatz. Zum Saisonende wurde die Mannschaft unter Feldkamp auf Anhieb Meister der Süper Lig, Sieger des türkischen Fußballpokals und Sieger des türkischen Fußball-Supercups. Kocabey war zusammen mit Gütschow mit 10 Ligatoren hinter Hakan Şükür zweiterfolgreichste Torjäger seines Teams, wobei Şükür 19 Tore erzielte. Im Juni 1993 wurde er zusammen mit seinen beiden Freunden Okan Buruk und Cengizhan Hınçal mit einem Profivertrag ausgestattet.
In der Saison 1993/94 gelang ihm mit seiner Mannschaft die Titelverteidigung der Meisterschaft. In der UEFA Champions League 1993/94 Saison warf man den haushohen Favoriten Manchester United in der 2. Runde aus dem Wettbewerb und qualifizierte sich als erste türkische Mannschaft in der neugestalteten UEFA Champions League. Zum Sommer 1993 verstärkte sich Galatasaray mit dem Schweizer Nationalstürmer Kubilay Türkyılmaz, der sich schnell einen Stammplatz eroberte. Außerdem ersetzte Reiner Hollmann, der Co-Trainer Galatasarays aus der Vorsaison, Karl-Heinz Feldkamp als Cheftrainer. Kocabey genoss das Wohlwollen des neuen Trainer und erhielt, z. T. begünstigt durch den verletzungsbedingten Ausfall Türkyılmaz', über die gesamte Saison regelmäßig Spieleinsätze. In diesen Einsätzen gelang es Kocabey aber nicht seine letztjährige Leistung abzurufen und blieb in seinen 13 Ligaeinsätzen torlos. Lediglich in seinen vier Pokaleinsätzen gelang ihm gegen den Zweit- bzw. Drittligisten Denizlispor und Büyükşehir Belediye Erciyesspor ihm jeweils ein Tor.
Im Sommer 1994 bemühte sich Galatasaray für eine Verpflichtung des Stürmers Saffet Sancaklı vom Ligakonkurrenten Kocaelispor. Schließlich einigte sich Galatasaray mit Kocaelispor für eine Ablöse von 35 Milliarden Türkische Lira und die Abgabe der beiden Galatasarayspieler Cengizhan Hınçal und Kocabey. Obwohl Kocabey nicht wechseln wollte, wurde er nach eigenen Angaben vom damaligen Vizepräsident Adnan Polat zu einem Wechsel überredet. Dieser sicherte Kocabey zu für ihn bei Kocaelispor eine Rückkaufoption zu haben und so ihn nach einer Saison wieder zurückholen zu wollen.
Zu Kocaelispor gewechselte gelang Kocabey auch hier nicht, sich als Stammspieler zu etablieren. Nachdem er bis Mitte Oktober 1994 lediglich zwei Mal eingesetzt wurde und ohne Torerfolg blieb, wurde er an den Zweitligisten Çanakkale Dardanelspor abgegeben. Bei seinem neuen Klub etablierte er sich auf Anhieb als Stammspieler und wurde mit 22 Saisontoren der erfolgreichste Torjäger seines Klubs. Obwohl er erst ab dem 10. Spieltag der Zweitligasaison 1994/95 gespielt hatte, wurde er Dritter der Torschützenliste. Mit seinem Team schaffte er es bis ins Halbfinale der Playoffs und schied hier gegen Aydınspor aus. In der nächsten Saison, der Saison 1995/96, setzte Kocabey seine Leistungen fort und wurde mit 26 Toren Torschützenkönig der Türkiye 2. Futbol Ligi. Sein Team beendete die Saison als Meister der 2. Liga und stieg damit das erste Mal in der Vereinsgeschichte in die 1. Lig auf.
Nach dem Aufstieg zum Sommer 1996 blieb er Dardanelspor treu und kehrte mit diesem Verein in die höchste türkische Spielklasse zurück. Nachdem er drei Spieltage für Dardanelspor aktiv war, wechselte er kurz vor dem Auslaufen der Transferperiode zum Istanbuler Erstligisten Zeytinburnuspor. Bei diesem Verein gelangen ihn bis zum Saisonende 10 Tore, wodurch er mit insgesamt elf Erstligatoren seine Erstligabestmarke um ein Tor ausbaute. Da sein Verein aber als Tabellenletzter den Klassenerhalt verfehlte, ging Kocabey mit Zeytinburnuspor in die 2. Lig. In der 2. Liga blieb Kocabey der erfolgreichste Torjäger seines Teams und erzielte 20 Saisontore.
Da Zeytinburnuspor zum Sommer 1998 den direkten Wiederaufstieg in die 1. Lig verpasste, verließ nach auslaufenden Verein diese Mannschaft und heuerte beim Stadtkonkurrenten Kayserispor an. Bei diesem Verein etablierte sich Kocabey sofort als Leistungsträger. Bis zum Saisonende erzielte er 31 Tore, erzielte so einen neuen Karriererekord und gewann zum zweiten Mal in seiner Karriere die Torjägerkrone der 2. Lig. Seine Mannschaft spielte lange um den direkten Aufstieg und verpasste diesen. Stattdessen qualifizierte sich der Verein für die Playoffs, in denen der letzte Aufsteiger indirekt ausgespielt wurde. Hier schied man im Viertelfinale gegen Yimpaş Yozgatspor aus.
Zum Saisonende verließ er Kayserispor und wechselte innerhalb der Liga zu Yimpaş Yozgatspor. Auch bei seinem neuen Arbeitgeber, bei dem er auf seine ehemaligen Mitspieler Yusuf Tepekule, Cihat Arslan und Cengizhan Hınçal aus seiner Galatasarayzeit traf, erlebte Kocabey einen sehr erfolgreichen Einstand. So erzielte er bis zum Saisonende 32 Tore, baute seinen Karriererekord weiter aus und wurde zum dritten Mal Torschützenkönig der zweithöchsten türkischen Spielklasse. Sein Team erreichte die Meisterschaft der Liga und damit den Aufstieg in die höchste türkische Spielklasse, die im Sommer 2000 von 1. Lig in Süper Lig umbenannt wurde. In der Süper Lig trug Kocabey dazu bei, dass sein Team zur Überraschungsmannschaft der Erstligasaison 2000/01 wurde. Unter der Führung des Trainers Hüseyin Kalpar beendete der Verein die Liga auf dem 7. Tabellenplatz und sorgte für mehrere Überraschungssiege, wie der Sieg gegen Galatasaray. Kocabey steuerte zu diesem Erfolg elf Tore bei und war damit der erfolgreichste Torjäger seines Vereins. In die neue Saison startete Yozgatspor mit einem Trainerwechsel. Unter dem neuen Trainer Bahri Kaya verlor Kocabey sofort seinen Stammplatz, kam aber als Ergänzungsspieler zu regelmäßigen Einsätzen.
In der Wintertransferperiode 2001/02 verließ Kocabey nach zweieinhalb Jahren Yozgatspor und wechselte innerhalb der Süper Lig zu Samsunspor. Bei diesem Verein blieb er nur bis zum Saisonende und kehrte im Sommer 2002 durch seinen Wechsel zu Konyaspor zu seiner üblichen Wirkungsstätte, zu der zweithöchsten türkischen Spielklasse zurück. Bei diesem Verein gelang es ihm nicht, an sine übliche Zweitligaleistungen zurückzugreifen, sodass er bereits zur Winterpause innerhalb der Liga zu Vestel Manisaspor wechselte. Auch bei Manisaspor blieb er mit vier Toren deutlich hinter seiner üblichen Zweitligaperformance.
Im Sommer 2003 kehrte er zu seinem alten Verein, den Zweitligisten Dardanelspor, zurückkehrte. Hier erreichte er wieder seine alte Form und schoss bis zur Winterpause 13 Spielen zwölf Tore. Nach dieser Leistung verpflichtete ihn Kayseri Erciyesspor. Bei Erciyesspor konnte er sein Formhoch nicht fortsetzen und erzielte nur drei Tore. Mit diesem Verein wurde er zum Saisonende Vizemeister der türkischen 2. Liga und stieg damit in die Süper Lig auf. Nach diesem Aufstieg tausche der Verein seine Wettbewerbsrechte mit dem Partnerverein Kayserispor aus und spielte für die kommende Saison weiterhin in der 2. Liga. Kocabey wurde nach diesem Aufstieg an das neue Kayseri Erciyesspor abgegeben. Für diesen Verein spielte Kocabey nur die Hinrunde und blieb erneut hinter seiner üblichen Leistung.
In der Winterpause 2004/05 kehrte Kocabey zum zweiten Mal zu Dardanelspor zurück. Nachdem er bei seiner letzten Tätigkeit für Dardanelspor wieder zu alter Form wiederfand, gelang ihm das diesmal nicht. Am Saisonende verließ er daraufhin Dardanelspor und wechselte zum Viertligisten Etimesgut Şekerspor. Beim Viertligisten hatte sich ein Mäzen zum Präsidenten wählen lassen und versuchte durch das Anwerben von Stars den Verein in die TFF 2. Lig und danach bis in die Süper Lig zu führen. So verpflichtete man unter anderem solche Stars wie Kocabey zu dem Hauptstadtklub. Kocabey erzielte bei diesem Klub bis zum Saisonende 28 Tore und wurde hinter Taylan Eliaçık zweiter der Torschützenliste. Sein Team stieg durch die Meisterschaft der TFF 3. Lig in die TFF Lig B auf. Kocabey wurde nach dem Aufstieg erst im Kader behalten und wechselte in den ersten Wochen der neuen Saison zu seinem alten Verein Dardanelspor. Der Verein spielte in der Zwischenzeit in der dritthöchsten Spielklasse, der TFF Lig B. Für Dardanelspor spielte er dann bis zum Saisonende.
Im Sommer 2007 heuerte Kocabey beim Viertligisten Beylerbeyi SK, der damaligen Zweitmannschaft von Galatasaray Istanbul, an. Bei diesem Klub Kocabey mit 24 Toren Torschützenkönig der TFF 3. Lig und hatte damit an dem Aufstieg seiner Mannschaft in die TFF 2. Lig großen Anteil. Nach diesem Erfolg spielte Kocabey eine Saison noch in der TFF 2. Lig für Beylerbeyi und verließ dann den Verein.
Ab dem Sommer spielte er der Reihe nach für die Drittligisten Turgutluspor, Balıkesirspor, Tokatspor und Tepecikspor. Im Februar 2012 unterschrieb er beim Amateurverein Zara Belediyespor und spielte fortan in den regionalen Amateurligen. Für die Spielzeit 2013/14 heuerte er bei Adapazarıspor an.

### Nationalmannschaft
Kocabey startete seine Nationalmannschaftskarriere am 20. Februar 1990 mit einer Begegnung für die türkische U-16-Nationalmannschaft. Mit der türkischen U-16-Nationalmannschaft nahm er im Frühling 1991 am französischen St.-Briench-Turnier teil und wurde im Anschluss von der französischen Fußballzeitschrift als großes Talent bezeichnet und zum hoffnungsvollsten Spieler des Turniers gekürt.
Mit der türkischen U-18-Nationalmannschaft nahm er an der U-18-Fußball-Europameisterschaft 1992 teil und beendete das Turnier mit seinem Team als U-18-Europameister. Mit diesem Abschneiden erzielte man das bis dato beste Ergebnis einer türkischen Nationalmannschaft in einem großen Turnier. Als amtierender U-18-Europameister hatte sich die Mannschaft auch für die Junioren-Fußballweltmeisterschaft 1993 qualifiziert. Die türkische Mannschaft reiste erst drei Tage vor Turnierbeginn nach einem 32-Stunden-Flug mit fünf Anschlussflügen an. Als amtierender U-18-Europameister spielte die Mannschaft in der ersten Partie mit großen Erwartungen gegen die US-amerikanische U-18-Nationalmannschaft. Das Spiel verlor die Mannschaft deutlich mit 0:6. Auch die anderen beiden Spiele verliefen für die gesamte Mannschaft enttäuschend, sodass die Mannschaft mit lediglich einem Punkt in der Gruppenphase aus. Kocabey lieferte wie seine gesamte Mannschaft eine enttäuschende Leistung ab.
Im Sommer 1993 nahm Kocabey dann mit der U-18-Nationalmannschaft an der U-18-Fußball-Europameisterschaft 1993 und erreichte das Finale. Im Finale traf die Mannschaft auf den Gastgeber England. Gegen die englische Mannschaft, in der spätere Stars wie Gary Neville, Sol Campbell, Paul Scholes und Robbie Fowler spielten, verlor die türkische Mannschaft nach einem hardumkämpften Finale 0:1 und wurde Vize-U-18-Europameister.
1992 absolvierte er für die türkische türkische U-21-Nationalmannschaft sein erstes und einziges Länderspiel.

## Erfolge
Mit Galatasaray Istanbul
- Türkischer Meister: 1992/93, 1993/94
- Türkischer Pokalsieger: 1992/93
- Türkischer Pokalfinalist: 1993/94
- Türkischer Supercup: 1993, 1994
- TSYD-Pokalsieger: 1992/93

Mit Çanakkale Dardanelspor
- Meister der TFF 1. Lig und Aufstieg in die Süper Lig: 1995/96

Mit Yimpaş Yozgatspor
- Meister der TFF 1. Lig und Aufstieg in die Süper Lig: 1999/2000

Mit Kayseri Erciyesspor
- Vizemeister der TFF 1. Lig und Aufstieg in die Süper Lig: 2003/04

Mit Etimesgut Şekerspor
- Meister der TFF 3. Lig und Aufstieg in die TFF 2. Lig: 2005/06

Mit Beylerbeyi SK
- Vizemeister der TFF 3. Lig und Aufstieg in die TFF 2. Lig: 2007/08

Mit der Türkischen U-18-Nationalmannschaft
- U-18-Europameister: 1992
- U-18-Vize-Europameister: 1993
- Teilnehmer der Junioren-Fußballweltmeisterschaft 1993

## Auszeichnungen
- Torschützenkönig der TFF 1. Lig: 1995/96, 1998/99, 1999/2000
- Torschützenkönig der TFF 3. Lig: 2007/08